# Joseph Untube N'singa Udjuu
Joseph N’singa Udjuu Ongwabeki Untube (Nsontin, 29 de setembro de 1934 – 24 de fevereiro de 2021) foi um político congolês.
Em 1966 tornou-se ministro da Justiça e posteriormente se tornou ministro do Interior em 1969. Foi o primeiro comissário de Estado (primeiro-ministro)  de abril de 1981 a novembro de 1982. Em 1986 se tornou comissário de Estado da Justiça (cargo equivalente ao de ministro da Justiça) até 1990. Foi novamente ministro da Justiça de 1995 a 1997. Em abril de 1997, se juntou ao governo Likulia Bolongo como ministro do Planejamento e da Reconstrução Nacional, antes de conhecer o exílio na África do Sul.
Retornou do exílio sob as graças de Laurent Kabila e foi eleito deputado nacional em 2006. Na Assembleia Nacional, atuou como relator da comissão político-judicial.

## Morte
Morreu em 24 de fevereiro de 2021, aos 86 anos de idade.